# Hydrure de diisobutylaluminium
L'hydrure de diisobutylaluminium, aussi appelé sous les abréviations DIBAL, DIBALH ou DIBAL-H, est un composé organoaluminique de formule chimique ((CH3)2CHCH2)2AlH, généralement sous forme dimère (((CH3)2CHCH2)2AlH)2 unie par deux ligands hydrure pontants. Il s'agit d'un liquide incolore qui réagit très violemment au contact de l'humidité et est généralement distribué en solution dans le toluène, l'hexane ou le tétrahydrofurane (THF). C'est un réducteur électrophile principalement utilisé en synthèse organique sur les composés riches en électrons, avec une réactivité intermédiaire entre celles de l'aluminohydrure de lithium LiAlH4 et du borohydrure de sodium NaBH4. Il peut être obtenu en chauffant le triisobutylaluminium (((CH3)2CHCH2)3Al)2 pour induire une élimination de β-hydrure :
(((CH3)2CHCH2)3Al)2 ⟶ (((CH3)2CHCH2)2AlH)2 + 2 CH2=C(CH3)2.
Le DIBAL permet de réaliser diverses réductions en synthèse organique, y compris la conversion en aldéhydes de divers acides carboxyliques, de leurs dérivés et de nitriles. Il réduit efficacement les esters α,β-insaturés en leur alcool allylique correspondant. Le LiAlH4 réduit en revanche les esters et les chlorures d'acyle en alcools primaires et les nitriles en amines primaires. Le DIBAL réagit lentement avec les composés pauvres en électrons, ce qui en fait un réducteur électrophile, alors que le LiAlH4 peut être considéré comme un réducteur nucléophile.
Bien que le DIBAL réduise les nitriles en aldéhydes avec une bonne fiabilité, la réduction des esters en aldéhydes est plus aléatoire et conduit souvent en pratique à des mélanges d'alcools et d'aldéhydes ; il est néanmoins possible de fiabiliser la réaction à travers un contrôle rigoureux des conditions de réaction par flux continu.
L'hydrure de diisobutylaluminium a été initialement étudié comme cocatalyseur pour la polymérisation des alcènes.